# Aleph-Funktion
Die Aleph-Funktion, benannt nach dem ersten Buchstaben des hebräischen Alphabets und auch als {\displaystyle \aleph } geschrieben, ist eine in der Mengenlehre, genauer in der Theorie der Kardinalzahlen, verwendete Aufzählung aller unendlichen Kardinalzahlen.

## Definition
Die Klasse der unendlichen Kardinalzahlen ist unter Verwendung des Auswahlaxioms in der Klasse {\displaystyle \mathbf {On} } der Ordinalzahlen enthalten, wobei jede Kardinalzahl {\displaystyle \kappa } mit der kleinsten zu {\displaystyle \kappa } gleichmächtigen Ordinalzahl identifiziert wird. Ferner ist das Supremum einer Menge von Kardinalzahlen stets wieder eine Kardinalzahl. Daher gibt es genau einen Ordnungsisomorphismus {\displaystyle \aleph } von {\displaystyle \mathbf {On} } auf die Klasse der unendlichen Kardinalzahlen. Den Wert von {\displaystyle \aleph } an der Stelle {\displaystyle \alpha } bezeichnet man mit {\displaystyle \aleph _{\alpha }}, das heißt, {\displaystyle \aleph _{\alpha }} ist die {\displaystyle \alpha }-te unendliche Kardinalzahl. 
Die Aleph-Funktion lässt sich mit transfiniter Rekursion wie folgt definieren:
- {\displaystyle \aleph _{0}=\left|\omega \right|} ist kleinste unendliche Ordinalzahl und damit auch kleinste unendliche Kardinalzahl,
- {\displaystyle \aleph _{\alpha +1}=\min _{\kappa >\aleph _{\alpha }}\kappa }, also die kleinste Kardinalzahl, die größer als {\displaystyle \aleph _{\alpha }} ist,
- {\displaystyle \aleph _{\lambda }=\sup _{\alpha <\lambda }\aleph _{\alpha }} für Limes-Ordinalzahlen {\displaystyle \lambda }.

## Eigenschaften
Die kleinste unendliche Kardinalzahl ist {\displaystyle \aleph _{0}}, die Kardinalität der abzählbar unendlichen Mengen. Die Nachfolger-Kardinalzahl, das heißt die kleinste Kardinalzahl größer als {\displaystyle \aleph _{0}}, ist {\displaystyle \aleph _{1}}, und so weiter. Die Frage, ob {\displaystyle \aleph _{1}} gleich der Mächtigkeit der Menge der reellen Zahlen ist, ist als Kontinuumshypothese bekannt.
Allgemein ist {\displaystyle \aleph _{\alpha }} eine Nachfolger-Kardinalzahl, falls {\displaystyle \alpha } eine Nachfolger-Ordinalzahl ist, anderenfalls eine Limes-Kardinalzahl.
Üblicherweise bezeichnet {\displaystyle \omega } die kleinste unendliche Ordinalzahl. Diese ist gleich {\displaystyle \aleph _{0}}, aber als Index für die Aleph-Funktion verwendet man lieber die Ordinalzahl-Schreibweise. {\displaystyle \aleph _{\omega }} ist damit die kleinste Limes-Kardinalzahl und kann als {\displaystyle \sup _{n<\omega }\aleph _{n}} geschrieben werden.
Es gilt stets {\displaystyle \alpha \leq \aleph _{\alpha }} für alle Ordinalzahlen {\displaystyle \alpha }. Man kann zeigen, dass es Fixpunkte geben muss, das heißt solche Ordinalzahlen {\displaystyle \alpha }, für die {\displaystyle \alpha =\aleph _{\alpha }} gilt. Der kleinste Fixpunkt ist der Limes der Folge {\displaystyle \aleph _{0},\aleph _{\aleph _{0}},\aleph _{\aleph _{\aleph _{0}}},\ldots }, der informal als {\displaystyle \aleph _{\aleph _{\ddots }}} dargestellt wird. Ebenso sind schwach unerreichbare Kardinalzahlen Fixpunkte der Aleph-Funktion.